# 吉備津岡辛木神社
吉備津岡辛木神社（きびつおかからきじんじゃ）は、岡山県岡山市中区にある神社。祭神は吉備若武彦命である。備前国総社神名帳に掲載されている式外古社である。旧社格は村社。

## 概要
操山丘陵東部の笠井山東側山腹に位置する。
備前国式内式外128社のうちの一つである。平安時代前期の貞観5年（863年）頃に作成された備前国総社神名帳にその名が記載されており、平安時代にはすでに創建されていたことが窺える。
祭神の吉備若武彦命（きびわかたけひこのみこと）は、吉備津彦命の弟で当神社の周辺を平定したと伝わる。
古くは、吉備明現宮と言い現在の鎮座地より西にある笠井山の山上にあった。現在の社殿は幕末に建造されたものである。

## 画像

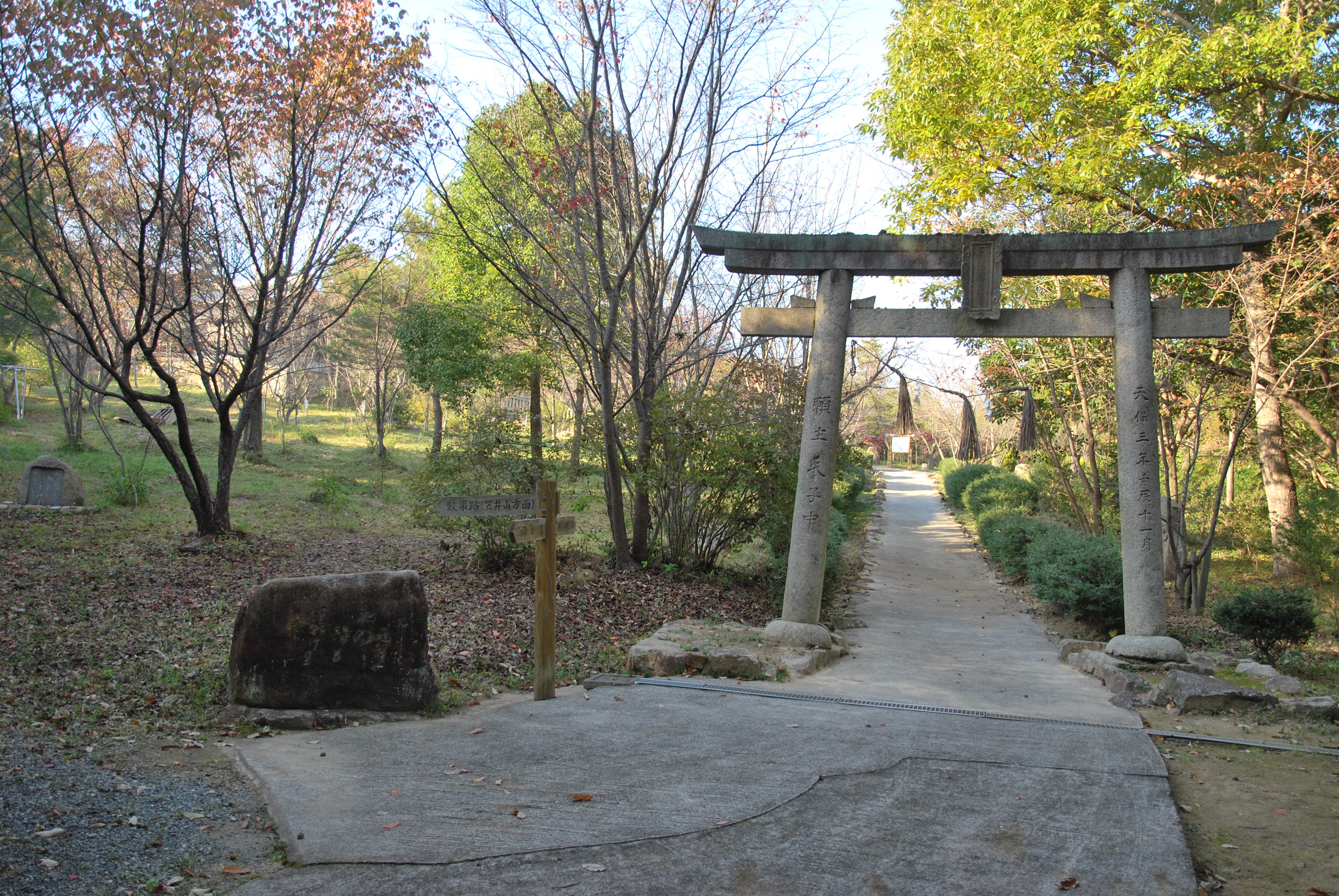
全景
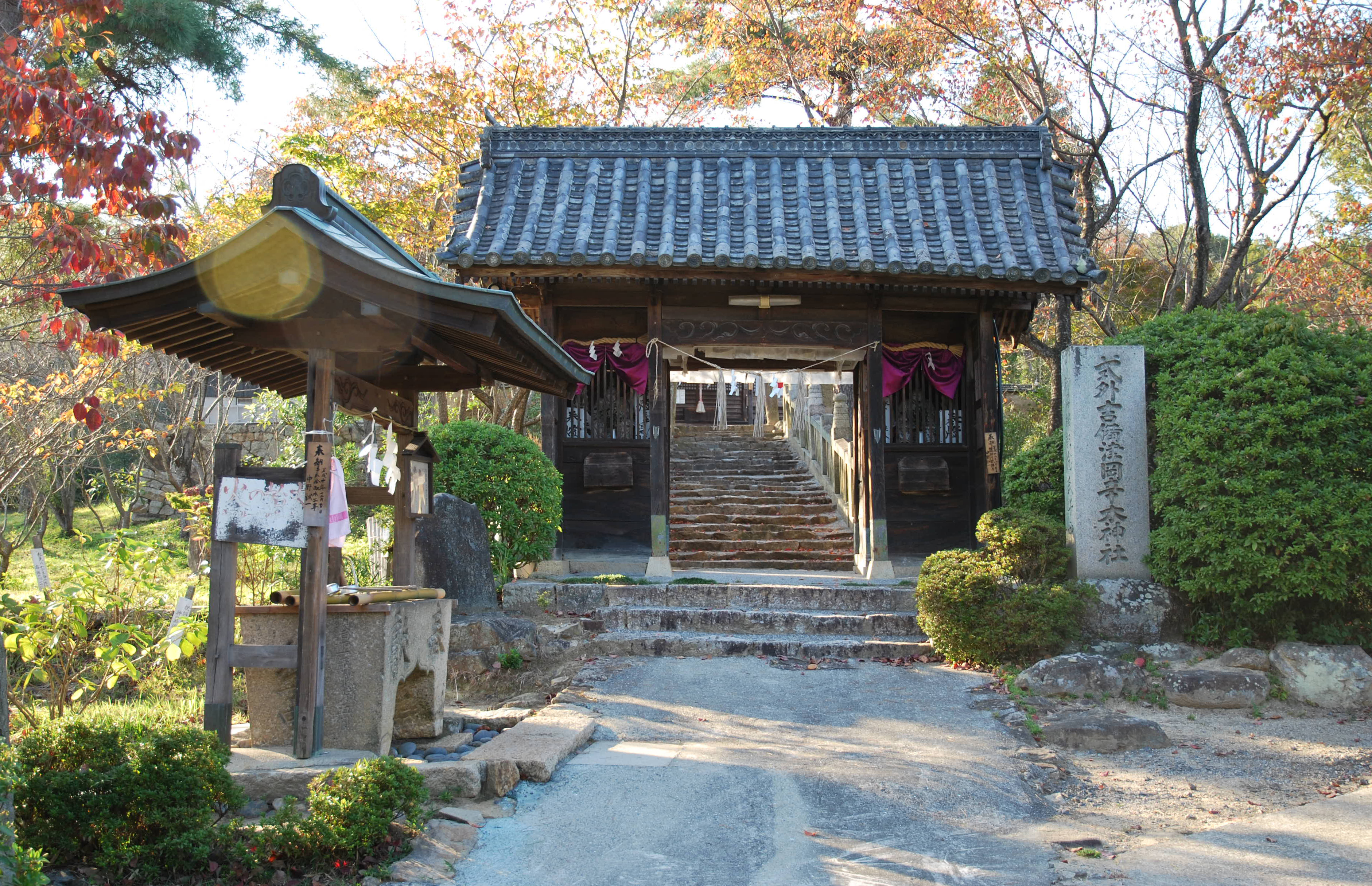
随神門
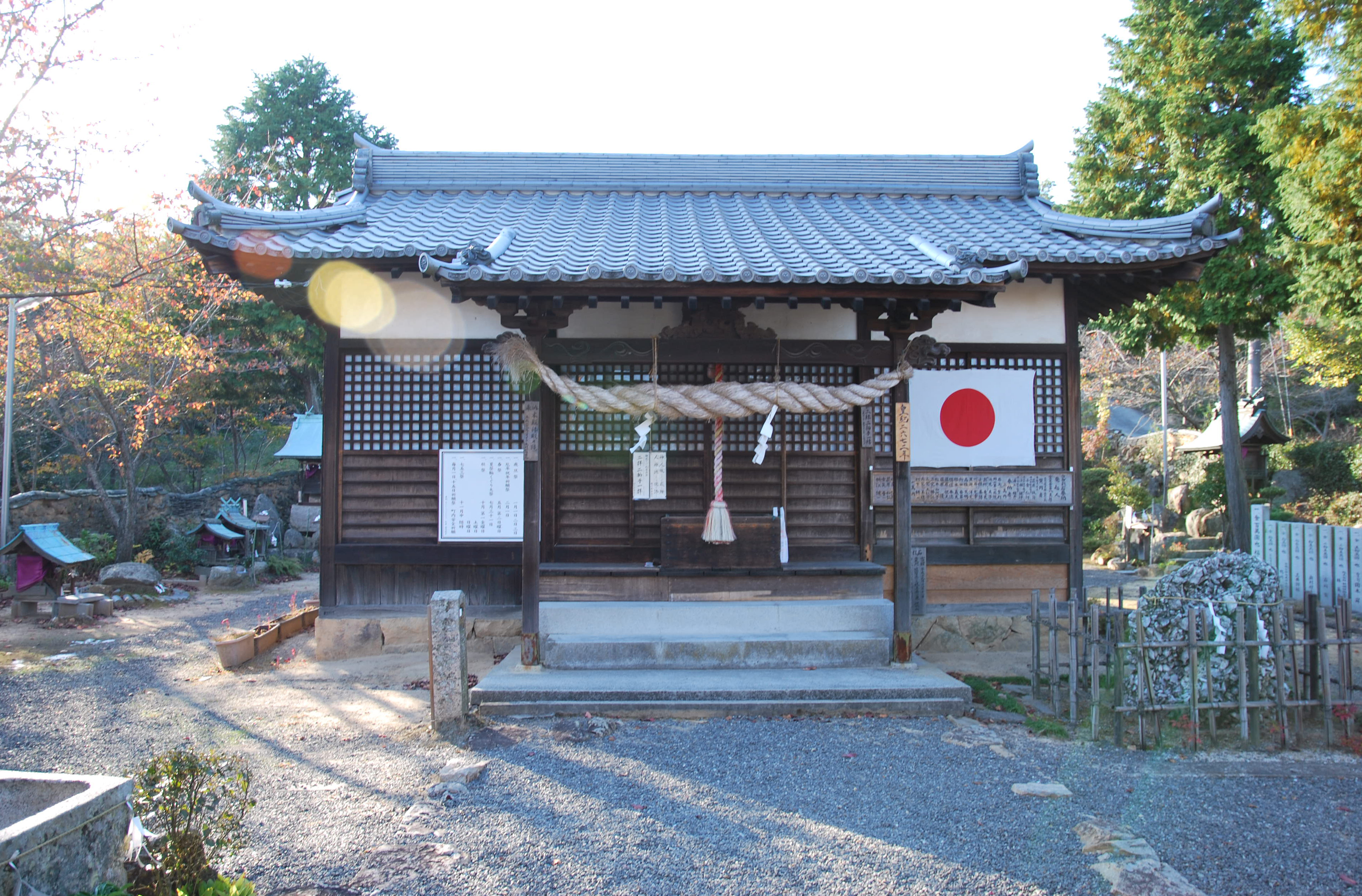
拝殿
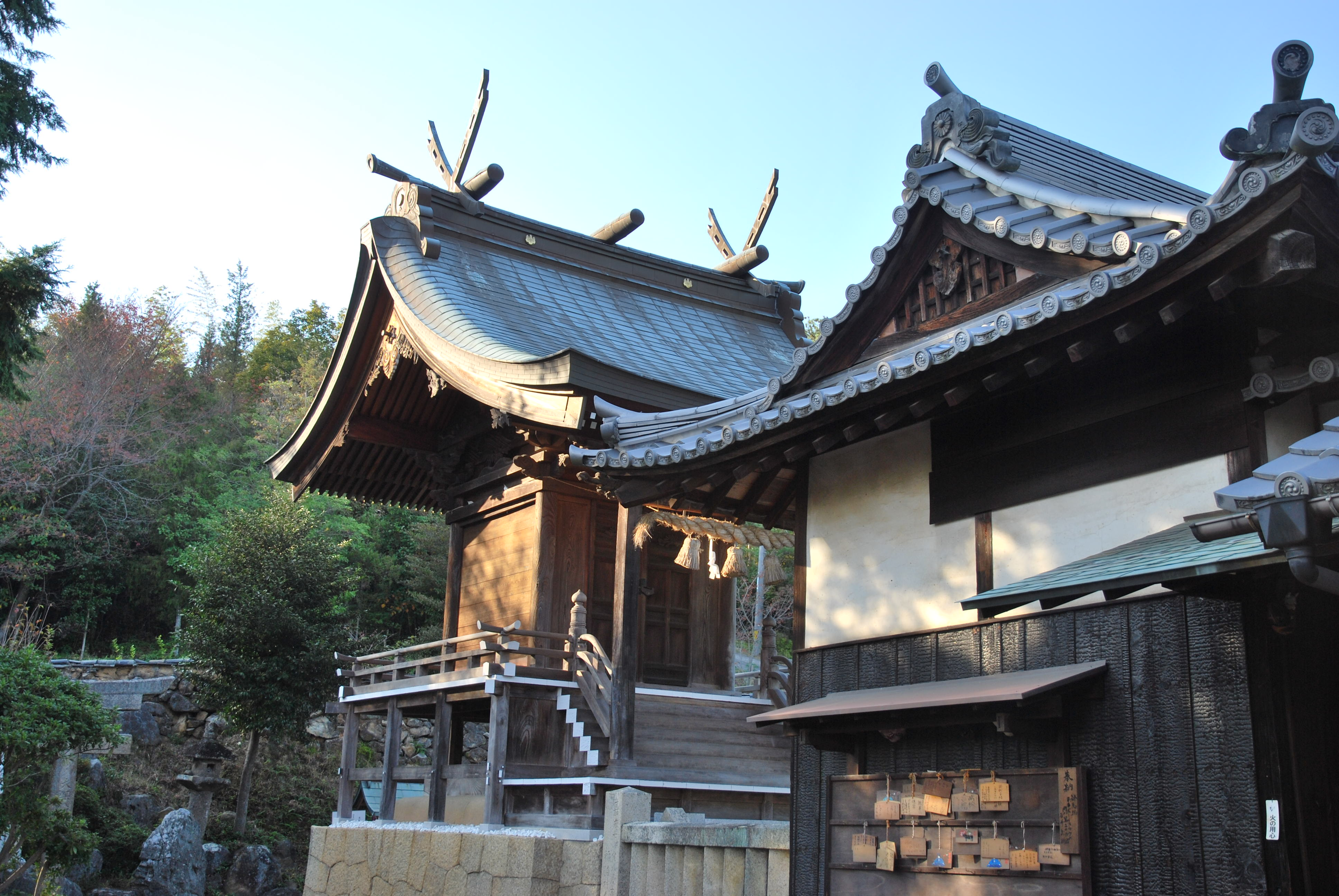
本殿